# Prêmio APCA de melhor ator coadjuvante e melhor atriz coadjuvante
Os prêmios APCA de melhor ator coadjuvante e melhor atriz coadjuvante são alguns dos oferecidos durante a realização do Prêmio APCA. A categoria surgiu na premiação referente ao ano de 1987 e manteve-se até 1998, com exceção de 1990. Coadjuvantes, nas premiações anteriores e posteriores, concorriam juntos dos atores/atrizes principais.

## Vencedores
| Ano  | Vencedores              | Telenovela/Série                   |
| ---- | ----------------------- | ---------------------------------- |
| 1987 | Sérgio Viotti           | Corpo Santo                        |
| 1987 | Ângela Vieira           | Corpo Santo                        |
| 1988 | Sérgio Mamberti         | Vale Tudo                          |
| 1988 | Louise Cardoso          | O Primo Basílio                    |
| 1989 | Jorge Dória             | Que Rei Sou Eu?                    |
| 1989 | Suzana Faíni            | Vida Nova                          |
| 1991 | Cláudio Correa e Castro | O Dono do Mundo                    |
| 1991 | Ângela Leal             | A História de Ana Raio e Zé Trovão |
| 1992 | Jorge Dória             | Deus Nos Acuda                     |
| 1992 | Neuza Borges            | De Corpo e Alma                    |
| 1993 | Osmar Prado             | Renascer                           |
| 1993 | Regina Dourado          | Renascer                           |
| 1994 | Tarcísio Filho          | Éramos Seis                        |
| 1994 | Marieta Severo          | Pátria Minha                       |
| 1994 | Zezé Polessa            | Memorial de Maria Moura            |
| 1995 | Flávio Migliaccio       | A Próxima Vítima                   |
| 1995 | Rosi Campos             | Cara & Coroa                       |
| 1996 | Leonardo Brício         | O Rei do Gado                      |
| 1996 | Walderez de Barros      | O Rei do Gado                      |
| 1997 | Mauro Mendonça          | Anjo Mau                           |
| 1997 | Ana Lúcia Torre         | A Indomada                         |
| 1998 | Rogério Cardoso         | Hilda Furacão                      |
| 1998 | Cleyde Yáconis          | Torre de Babel                     |